# Haroldius maruyamai
Haroldius maruyamai är en skalbaggsart som beskrevs av Utsunomiya och Masumoto 2005. Haroldius maruyamai ingår i släktet Haroldius och familjen bladhorningar. Inga underarter finns listade i Catalogue of Life.